# Фронтир (Северна Дакота)
Фронтир (енгл. Frontier) град је у америчкој савезној држави Северна Дакота.

## Демографија
По попису из 2010. године број становника је 214, што је 59 (-21,6%) становника мање него 2000. године.
| Група             | 2000.       | 2010.       |
| Белци             | 268 (98,2%) | 210 (98,1%) |
| Афроамериканци    | 2 (0,7%)    | 2 (0,9%)    |
| Азијати           | 0 (0,0%)    | 0 (0,0%)    |
| Хиспаноамериканци | 3 (1,1%)    | 1 (0,5%)    |
| Укупно            | 273         | 214         |